# Танака Ясукадзу
Танака Ясукадзу (яп. 田中 雍和, нар. 15 червня 1933 —) — японський футболіст, що грав на позиції нападника.

## Клубна кар'єра
Грав за команду Тою Когю.

## Виступи за збірну
Дебютував 1955 року в офіційних матчах у складі національної збірної Японії. У формі головної команди країни зіграв 4 матчі.

## Статистика
Статистика виступів у національній збірній.
| Збірна Японії | Збірна Японії | Збірна Японії |
| Роки          | Ігри          | голи          |
| ------------- | ------------- | ------------- |
| 1955          | 4             | 0             |
| Усього        | 4             | 0             |